# 新墨西哥州县级行政区列表
美国新墨西哥州共有33个县。根據2020年美國人口普查的數據，新墨西哥州共有2,117,522人，陸地面積共有121,298平方英里（314,160平方），為全美面積第五大的州。平均每個縣擁有64,167人，其中伯納利歐縣以676,444人高居榜首，哈定縣則僅有657人，是全州人口最少的縣。平均每個縣的面積為3,676平方英里（9,520平方）。最大的是6,928平方英里（17,940平方）平方公里的卡特倫縣，最小的是109平方英里（280平方）的洛斯阿拉莫斯縣。
新墨西哥州曾是第一墨西哥合眾國的領地。1848年美墨战争墨西哥戰敗後，新墨西哥州亦隨之被轉讓予美國。新墨西哥領地於1850年9月從墨西哥轉讓地及德克薩斯州所轉讓的土地中成立。1852年1月9日新墨西哥領地成立了九個縣，1860年莫拉縣從陶斯縣中成立。
1863年2月，新墨西哥領地被一分為二，西半部為亞利桑那領地，東半部為如今的新墨西哥州邊界。1868年格蘭特縣成立，翌年林肯縣和科爾法克斯縣亦相繼成立。新墨西哥州於1912年1月6日加入聯邦成為美國第47個州時，州內共有26個縣。迪巴卡縣和利縣於1917年成立、1920年建立伊達爾戈縣、1921年成立卡特倫縣和哈定縣，1949年成立洛斯阿拉莫斯縣。新墨西哥州最新的縣為1981年6月19日成立的錫沃拉縣，此後州內便維持在33個縣。
新墨西哥州的縮寫為NM，而該州的FIPS代碼是35，与县代码结合使用时写成35XXX。以下列表包含各個縣的名稱、面積、人口、縣名來源、FIPS代碼及其在新墨西哥州的位置。联邦资料处理标准代码（简称代码），该代码是联邦政府用来区分各州和各县的唯一识别码。所有的代码将链接至该县最近的一次人口普查数据。

## 縣份列表
| 縣             | FIPS代碼 | 縣治             | 成立日期      | 拆分自                                | 辭源 | 人口（2020年） | 陸地面積                         | 地圖                           |
| -------------- | -------- | ---------------- | ------------- | ------------------------------------- | --- | -------------- | -------------------------------- | ------------------------------ |
| 伯納利歐縣     | 001      | 阿布奎基         | 1852年1月8日  | 最早成立的九個縣之一                  | 於17世紀在當地定居的岡薩雷斯-伯納爾家族 | 676,444        | 1,166平方英里 （3,020平方公里）  | 標示出伯納利歐縣位置的地圖     |
| 卡特倫縣       | 003      | 里瑟夫           | 1921年2月25日 | 索科羅縣                              | 托馬斯·本頓·卡特倫 （1840－1921），圣菲知名律師及首位代表新墨西哥州的美國參議員                                                                              | 3,579          | 6,928平方英里 （17,943平方公里） | 標示出卡特倫縣位置的地圖       |
| 查維斯縣       | 005      | 羅斯維爾         | 1889年2月25日 | 林肯縣                                | 於南北戰爭及重建時期駐守新墨西哥領地的荷西·弗朗西斯科·查維斯上校 （1833－1904）                                                                              | 65,157         | 6,071平方英里 （15,724平方公里） | 標示出查維斯縣位置的地圖       |
| 錫沃拉縣       | 006      | 格兰茨           | 1981年6月19日 | 巴倫西亞縣 索科羅縣 麥金萊縣 卡特倫縣 | 盛行於16世紀的傳說黃金七城（Quivira and Cíbola） | 27,172         | 4,540平方英里 （11,759平方公里） | 標示出錫沃拉縣位置的地圖       |
| 科爾法克斯縣   | 007      | 拉頓             | 1869年1月25日 | 莫拉縣                                | 斯凱勒·科爾法克斯 （1823－1885），第十七任美國副總統 （1869－1873）                                                                                          | 12,387         | 3,757平方英里 （9,731平方公里）  | 標示出科爾法克斯縣位置的地圖   |
| 柯里縣         | 009      | 克洛維斯         | 1909年2月25日 | 奎伊縣                                | 喬治·柯里 （1861－1947），第十七任新墨西哥領地總督 （1907－1910）                                                                                            | 48,430         | 1,406平方英里 （3,642平方公里）  | 標示出柯里縣位置的地圖         |
| 迪巴卡縣       | 011      | 薩姆納堡         | 1917年2月28日 | 查维斯县 瓜達盧佩縣                   | 伊澤基耶爾·卡貝薩·德巴卡 （1864－1917），第二任新墨西哥州州長，就任七個星期後卒於任內 （1917）                                                               | 1,698          | 2,325平方英里 （6,022平方公里）  | 標示出迪巴卡縣位置的地圖       |
| 唐娜安娜縣     | 013      | 拉斯克鲁塞斯     | 1852年1月9日  | 最早成立的九個縣之一                  | 活躍於17世紀且以資助美國原住民而知名的婦女安娜·羅布利多，「Doña」為西班牙語的女性尊稱                                                                        | 219,561        | 3,807平方英里 （9,860平方公里）  | 標示出唐娜安娜縣位置的地圖     |
| 埃迪縣         | 015      | 卡爾斯巴德       | 1889年2月25日 | 林肯縣                                | 查爾斯·埃迪 （1857－1931），縣內的開發者及牧場主人 | 62,314         | 4,182平方英里 （10,831平方公里） | 標示出埃迪縣位置的地圖         |
| 格蘭特縣       | 017      | 錫爾弗城         | 1868年1月30日 | 唐娜安娜縣                            | 尤利西斯·辛普森·格兰特 （1822－1885），南北戰爭上將及美国第十八任总统 （1869－1877）                                                                         | 27,889         | 3,966平方英里 （10,272平方公里） | 標示出格蘭特縣位置的地圖       |
| 瓜達盧佩縣     | 019      | 聖羅莎           | 1891年2月16日 | 聖米格爾縣                            | 瓜達露佩聖母，美洲國家的主保聖人 | 4,452          | 3,031平方英里 （7,850平方公里）  | 標示出瓜達盧佩縣位置的地圖     |
| 哈定縣         | 021      | 莫斯克羅         | 1921年3月4日  | 莫拉縣 尤寧縣                         | 沃伦·盖玛利尔·哈定 （1865－1923），美国第二十九任总统 （1921－1923）                                                                                         | 657            | 2,126平方英里 （5,506平方公里）  | 標示出哈定縣位置的地圖         |
| 伊達爾戈縣     | 023      | 洛兹堡           | 1919年2月25日 | 格蘭特縣                              | 瓜达卢佩-伊达尔戈条约，該條約得名自米格尔·伊达尔戈·伊·科斯蒂利亚 （1753－1811），導致墨西哥從西班牙獨立的重要人物，被後世尊為「墨西哥獨立之父」              | 4,178          | 3,446平方英里 （8,925平方公里）  | 標示出伊達爾戈縣位置的地圖     |
| 利縣           | 025      | 拉溫頓           | 1917年3月7日  | 查维斯县 埃迪縣                       | 約瑟夫·卡洛威·利 （1841－1904），美軍上尉及新墨西哥州軍事學院創辦人                                                                                          | 74,455         | 4,393平方英里 （11,378平方公里） | 標示出利縣位置的地圖           |
| 林肯縣         | 027      | 喀里索索         | 1869年1月25日 | 索科羅縣                              | 亚伯拉罕·林肯 （1809－1865），美国第十六任总统 （1861－1865）                                                                                                | 20,269         | 4,831平方英里 （12,512平方公里） | 標示出林肯縣位置的地圖         |
| 洛斯阿拉莫斯縣 | 028      | 洛斯阿拉莫斯     | 1949年3月16日 | 桑多瓦爾縣 圣菲县.                    | 得名自縣治洛斯阿拉莫斯，而縣治得名自美國東部常見的美洲黑楊（Populus deltoides）                                                                              | 19,419         | 109平方英里 （282平方公里）      | 標示出洛斯阿拉莫斯縣位置的地圖 |
| 盧納縣         | 029      | 德明             | 1901年3月16日 | 唐娜安娜縣 格蘭特縣                   | 縣名來源說法不一：可能為縣內最大的地主所羅門·盧納 （1858－1912）或「月亮」的西班牙語                                                                         | 25,427         | 2,965平方英里 （7,679平方公里）  | 標示出盧納縣位置的地圖         |
| 麥金萊縣       | 031      | 蓋洛普           | 1899年2月23日 | 伯納利歐縣                            | 威廉·麦金莱（1843－1901），美国第二十五任总统 （1897－1901）                                                                                                 | 72,902         | 5,449平方英里 （14,113平方公里） | 標示出麥金萊縣位置的地圖       |
| 莫拉縣         | 033      | 莫拉             | 1860年2月1日  | 陶斯縣                                | 得名自其縣治莫拉，而縣治得名自黑莓的西班牙語「lo de mora」                                                                                                   | 4,189          | 1,931平方英里 （5,001平方公里）  | 標示出莫拉縣位置的地圖         |
| 奧特羅縣       | 035      | 阿拉莫戈多       | 1899年1月30日 | 唐娜安娜縣 林肯縣                     | 米格爾·安東尼奧·奧特羅 （1829－1882），代表新墨西哥領地的美國國會議員或其子米格爾·安東尼奧·奧特羅二世 （1859－1944），第十六任新墨西哥領地總督（1897－1906） | 67,839         | 6,627平方英里 （17,164平方公里） | 標示出奧特羅縣位置的地圖       |
| 奎伊縣         | 037      | 圖克姆卡里       | 1903年1月28日 | 瓜達盧佩縣                            | 馬修·斯坦利·奎伊 （1833－1904），來自賓夕法尼亞州的美國參議員，因支持新墨西哥領地升格為州而知名                                                              | 8,746          | 2,855平方英里 （7,394平方公里）  | 標示出奎伊縣位置的地圖         |
| 里奧阿里巴縣   | 039      | 鐵拉阿馬里亞     | 1852年1月9日  | 最早成立的九個縣之一                  | 「上游」的西班牙語，因該縣位於格蘭德河上游而得名 | 40,363         | 5,858平方英里 （15,172平方公里） | 標示出里奧阿里巴縣位置的地圖   |
| 羅斯福縣       | 041      | 波塔利斯         | 1903年2月28日 | 查维斯县 瓜達盧佩縣                   | 西奧多·羅斯福 （1858－1919），美国第二十六任总统 （1901－1909）                                                                                              | 19,191         | 2,449平方英里 （6,343平方公里）  | 標示出羅斯福縣位置的地圖       |
| 桑多瓦爾縣     | 043      | 伯納利歐         | 1903年3月10日 | 伯納利歐縣                            | 17世紀著名西班牙地主桑多瓦爾家族 | 148,834        | 3,710平方英里 （9,609平方公里）  | 標示出桑多瓦爾縣位置的地圖     |
| 聖胡安縣       | 045      | 阿茲特克         | 1887年1月24日 | 里奧阿里巴縣                          | 流經此縣及「四角落」的聖胡安河，該河得名自聖約翰 | 121,661        | 5,514平方英里 （14,281平方公里） | 標示出聖胡安縣位置的地圖       |
| 聖米格爾縣     | 047      | 拉斯維加斯       | 1852年1月9日  | 最早成立的九個縣之一                  | 縣內首間教會聖米格爾德巴多基督教會 | 27,201         | 4,717平方英里 （12,217平方公里） | 標示出聖米格爾縣位置的地圖     |
| 圣菲县         | 049      | 聖塔菲           | 1852年1月9日  | 最早成立的九個縣之一                  | 得名自縣治兼州首府圣菲，而聖菲得名自「對聖弗朗西斯科的神聖信仰」的西班牙語簡稱                                                                               | 154,823        | 1,909平方英里 （4,944平方公里）  | 標示出圣菲县位置的地圖         |
| 謝拉縣         | 051      | 特魯斯康西崑西斯 | 1884年4月3日  | 唐娜安娜縣 索科羅縣                   | 「山脈」的西班牙語，可能是得名自其中一部分位於縣內的黑暗山脈，又名邪惡山脈（英語為Devil's Range，西班牙語為Sierra Diablo）                                   | 11,576         | 4,180平方英里 （10,826平方公里） | 標示出謝拉縣位置的地圖         |
| 索科羅縣       | 053      | 索科羅           | 1850年7月1日  | 最早成立的九個縣之一                  | 「救助」的西班牙語。16世紀的西班牙探險家胡安·德奧尼亞特於當地探險捱餓時獲原住民提供食物而將當地命名為「Socorro」                                             | 16,595         | 6,647平方英里 （17,216平方公里） | 標示出索科羅縣位置的地圖       |
| 陶斯縣         | 055      | 陶斯             | 1852年1月9日  | 最早成立的九個縣之一                  | 得名自此縣縣治陶斯，而縣治得名自附近的陶斯普韋布洛。「Taos」是「紫柳」的提瓦語                                                                               | 34,489         | 2,203平方英里 （5,706平方公里）  | 標示出陶斯縣位置的地圖         |
| 托蘭斯縣       | 057      | 埃斯坦西亞       | 1903年3月16日 | 伯納利歐縣 巴倫西亞縣 索科羅縣        | 弗朗西斯·J·托蘭斯 （1859－1919），新墨西哥中央鐵路開發者 | 15,045         | 3,345平方英里 （8,664平方公里）  | 標示出托蘭斯縣位置的地圖       |
| 尤寧縣         | 059      | 克萊頓           | 1893年2月13日 | 科爾法克斯縣 莫拉縣 聖米格爾縣        | 因此縣之建立乃科爾法克斯縣及莫拉縣和聖米格爾縣三個縣各讓出一部分土地而得名                                                                                   | 4,079          | 3,830平方英里 （9,920平方公里）  | 標示出尤寧縣位置的地圖         |
| 巴倫西亞縣     | 061      | 洛斯盧納斯       | 1852年1月9日  | 最早成立的九個縣之一                  | 西班牙城市瓦倫西亞，而「Valentia」在西班牙語有「強壯」、「活力」的意思                                                                                       | 76,205         | 1,068平方英里 （2,766平方公里）  | 標示出巴倫西亞縣位置的地圖     |

## 已經消失的縣
1. 亞利桑那縣（Arizona County），曾於1860年美國人口普查中被提及。[21]
2. 梅西拉縣（Mesilla County），曾於1860年代的新墨西哥領地被描繪，位於今唐娜安娜縣、格蘭特縣、伊達爾戈縣、謝拉縣。[22]
3. 聖安娜縣（Santa Ana County），1844年建立，1876年被併入伯納利歐縣，今屬麥金萊縣。[23][24]
4. 厄爾巴索縣、沃思縣（Worth County），兩縣於1850年轉讓德克薩斯州前曾佔有如今新墨西哥州東部的土地，且當時兩縣均未建制。[25][26][27]

## 外部連結
- . （原始内容存档于2008-07-04）.
- 新墨西哥領地縣份地圖 （页面存档备份，存于）